# Пехлеваніді Алківіад Якович
Алківіад Якович Пехлеваніді (нар. 1914 — пом. 1976) — радянський футболіст, захисник.
Народився 1914 року в Хабаровську. Його пращури носили прізвище Лазаріді. Дід мешкав на території Османської імперії, брав участь у змаганнях з боротьби. Тюрською мовою борець — пехлеван. Спочатку Лазаріді змінилося на Пехлеван-огли, а потім — Пехлеваніді.
1917 року родина переїхала до Батумі. Разом з батьком працював у пекарні. Виступав у захисті за місцеве «Динамо». У групі «Б» чемпіонату СРСР 1939 року провів 22 матчі.
Своєю грою привернув увагу керівництва «одноклубників» з Тбілісі, до складу якого приєднався 1940 року. Дебютував 25 серпня у дербі з «Локомотивом» (перемога 6:3). У основному складі замінив першого грузинського «Заслуженого майстра спорту СРСР» Шоту Шавгулідзе, який завершив виступи. Через два тури команда «залізничників» була знята з турніру, а результат матчу — анульований.
За «Динамо» виступав протягом чотирох сезонів. Усього провів 60 лігових матчів і 4 — у кубку СРСР. Бронзовий призер і фіналіст кубка у сезоні 1946 року.
У 40-х роках більшість понтійських греків були депортовані до Середньої Азії й Казахстану. Не оминула ця доля і Алківіада Пехлеваніді, якого виселили до Чикменту. Його п'ятеро синів виступали за футбольні команди різного рівня. Найбільш відомий, наймолодший — Євстахій, лідер нападу алма-атинського «Кайрату» 80-х років ХХ століття.
| Сезон             | Команда           | Ліга | Ліга | Кубок | Кубок | Усього | Усього |
| Сезон             | Команда           | І    | Г    | І     | Г     | І      | Г      |
| ----------------- | ----------------- | ---- | ---- | ----- | ----- | ------ | ------ |
| 1940              | «Динамо» Тб       | 9+1  | 0    |       |       | 10     | 0      |
| 1941              | «Динамо» Тб       | 0+8  | 0    |       |       | 8      | 0      |
| 1945              | «Динамо» Тб       | 20   | 0    | ?     | ?     | 20     | 0      |
| 1946              | «Динамо» Тб       | 22   | 0    | 4     | 0     | 26     | 0      |
| Усього за кар'єру | Усього за кар'єру | 60   | 0    | 4     | 0     | 64     | 0      |

## Досягнення
- Третій призер чемпіонату СРСР (1): 1946
- Фіналіст кубка СРСР (1): 1946